# Verrucaria hochstetteri
Verrucaria hochstetteri är en lavart som beskrevs av Fr. Verrucaria hochstetteri ingår i släktet Verrucaria och familjen Verrucariaceae.  Arten är reproducerande i Sverige. Inga underarter finns listade i Catalogue of Life.